# Zapasy na Letnich Igrzyskach Olimpijskich 1980 – kategoria do 62 kg w stylu wolnym
Zmagania mężczyzn w wadze 62 kg to jedna z dziesięciu męskich konkurencji w zapasach w stylu klasycznym rozgrywanych podczas Letnich Igrzysk Olimpijskich 1980. Pojedynki w tej kategorii wagowej odbyły się w dniach 27 – 29 lipca.

## Klasyfikacja[2]
| Pozycja | Nazwisko                   | Kraj            |
| ------- | -------------------------- | --------------- |
| 1       | Magomied-Gasan Abuszew     | ZSRR            |
| 2       | Micho Dukow                | Bułgaria        |
| 3       | Jeorjos Chadziioanidis     | Grecja          |
| 4       | Raúl Cascaret              | Kuba            |
| 5       | Aurel Șuteu                | Rumunia         |
| 6       | Öldzijbajaryn Nasandżargal | Mongolia        |
| 7       | Brian Aspen                | Wielka Brytania |
| 8       | Zoltán Szalontai           | Węgry           |
| 9       | Jan Szymański              | Polska          |
| .       | Phí Hữu Tình               | Wietnam         |
| 11      | Victor Kede Manga          | Kamerun         |
| .       | Augustine Atasie           | Nigeria         |
| .       | Adnan Kudmani              | Syria           |

## Zasady
Przyjęto zasadę punktów karnych, gdzie zdobycie sześciu punktów lub więcej eliminowało zawodnika z turnieju. Kolejność miejsc medalowych ustalona została w specjalnej rundzie finałowej, z udziałem trzech zawodników z najmniejszą liczbą takich punktów.
- TPP — Punkty karne razem
- MPP — Punkty karne pojedynku
- TF — Łopatki
- DQ — Dyskwalifikacja za pasywność

## Punktacja
- 0 — Wygrana na łopatki, przewagę techinczną, pasywność, kontuzję
- 0.5 — Wygrana na punkty  (8-11 punktów różnicy)
- 1 — Wygrana na punkty  (1-7 punktów różnicy)
- 2 — Dyskwalifikacja za pasywność, zwycięzca również był pasywny
- 3 — Przegrana na punkty (1-7 punktów różnicy)
- 3.5 — Przegrana na punkty (8-11 punktów różnicy)
- 4 — Przegrana na łopatki, przewagę techiczną, pasywność, kontuzję

## Wyniki[3]

### Pierwsza runda
| TPP | MPP |                            | Wynik\|Czas |                   | MPP | TPP |
| --- | --- | -------------------------- | ----------- | ----------------- | --- | --- |
| 0   | 0   | Magomied-Gasan Abuszew     | TF / 3:33   | Augustine Atasie  | 4   | 4   |
| 0   | 0   | Öldzijbajaryn Nasandżargal | DQ / 7:30   | Adnan Kudmani     | 4   | 4   |
| 4   | 4   | Jan Szymański              | TF / 5:27   | Micho Dukow       | 0   | 0   |
| 0   | 0   | Raúl Cascaret              | TF / 4:57   | Zoltán Szalontai  | 4   | 4   |
| 0   | 0   | Phí Hữu Tình               | DQ / 7:52   | Victor Kede Manga | 4   | 4   |
| 1   | 1   | Jeorjos Chadziioanidis     | 17 - 10     | Brian Aspen       | 3   | 3   |
| 0   |     | Aurel Șuteu                |             | Bez walki         |     |     |

### Druga runda
| TPP | MPP |                   | Wynik\|Czas |                            | MPP | TPP |
| --- | --- | ----------------- | ----------- | -------------------------- | --- | --- |
| 4   | 4   | Aurel Șuteu       | 2 - 15      | Magomied-Gasan Abuszew     | 0   | 0   |
| 8   | 4   | Augustine Atasie  | 1 - 16      | Öldzijbajaryn Nasandżargal | 0   | 0   |
| 8   | 4   | Adnan Kudmani     | TF / 2:18   | Jan Szymański              | 0   | 4   |
| 1   | 1   | Micho Dukow       | 8 - 8       | Raúl Cascaret              | 3   | 3   |
| 4   | 0   | Zoltán Szalontai  | TF / 4:24   | Phí Hữu Tình               | 4   | 4   |
| 8   | 4   | Victor Kede Manga | TF / 0:58   | Jeorjos Chadziioanidis     | 0   | 1   |
| 3   |     | Brian Aspen       |             | Bez walki                  |     |     |

### Trzecia runda
| TPP | MPP |                        | Wynik\|Czas |                            | MPP | TPP |
| --- | --- | ---------------------- | ----------- | -------------------------- | --- | --- |
| 6.5 | 3.5 | Brian Aspen            | 4 - 15      | Aurel Șuteu                | 0.5 | 4.5 |
| 1   | 1   | Magomied-Gasan Abuszew | 8 - 4       | Öldzijbajaryn Nasandżargal | 3   | 3   |
| 8   | 4   | Jan Szymański          | TF / 8:58   | Raúl Cascaret              | 0   | 3   |
| 1.5 | 0.5 | Micho Dukow            | 16 - 8      | Zoltán Szalontai           | 3.5 | 7.5 |
| 8   | 4   | Phí Hữu Tình           | DQ / 5:06   | Jeorjos Chadziioanidis     | 0   | 1   |

### Czwarta runda
| TPP | MPP |                        | Wynik\|Czas |                            | MPP | TPP |
| --- | --- | ---------------------- | ----------- | -------------------------- | --- | --- |
| 5.5 | 1   | Aurel Șuteu            | 10 - 5      | Öldzijbajaryn Nasandżargal | 3   | 6   |
| 2   | 1   | Magomied-Gasan Abuszew | 4 - 2       | Micho Dukow                | 3   | 4.5 |
| 3   | 0   | Raúl Cascaret          | 18 - 5      | Jeorjos Chadziioanidis     | 4   | 5   |

### Piąta runda
| TPP | MPP |                        | Wynik\|Czas |               | MPP | TPP |
| --- | --- | ---------------------- | ----------- | ------------- | --- | --- |
| 8.5 | 3   | Aurel Șuteu            | 3 - 10      | Micho Dukow   | 1   | 5.5 |
| 2.5 | 0.5 | Magomied-Gasan Abuszew | 9 - 1       | Raúl Cascaret | 3.5 | 6.5 |
| 5   |     | Jeorjos Chadziioanidis |             | Bez walki     |     |     |

### Runda finałowa
Zaliczone pojedynki z wcześniejszych rund
| TPP | MPP |                        | Wynik\|Czas |                        | MPP | TPP |
| --- | --- | ---------------------- | ----------- | ---------------------- | --- | --- |
|     | 1   | Magomied-Gasan Abuszew | 4 - 2       | Micho Dukow            | 3   |     |
|     | 3.5 | Jeorjos Chadziioanidis | 3 - 14      | Magomied-Gasan Abuszew | 0.5 | 1.5 |
| 3   | 0   | Micho Dukow            | TF / 2:04   | Jeorjos Chadziioanidis | 4   | 7.5 |